# マーク・ドレッサー
マーク・ドレッサー（Mark Dresser、1952年9月26日 - ）は、アメリカのダブルベース奏者にして作曲家である。

## 略歴
1970年代には、スタンリー・クラウチ率いるブラック・ミュージック・インフィニティのメンバーを務め、サンディエゴ・シンフォニーと共演した。続く10年の間に、ニューヨークへと移り、マリリン・クリスペルとジェリー・ヘミングウェイと一緒にアンソニー・ブラクストン・カルテットのメンバーとなった。また、彼はアーカード・ストリング・トリオとタンバスティクス (Tambastics)のために、また映画『カリガリ博士』のために作曲を行った。

## ディスコグラフィ

### リーダー・アルバム
- The Cabinet of Dr. Caligari (1994年、Knitting Factory)
- Invocation (1995年、Knitting Factory)
- Force Green (1995年、Soul Note)
- Banquet (1997年、Tzadik)
- Eye'll Be Seeing You (1998年、Knitting Factory)
- C/D/E (2000年、Pao) ※with アンドリュー・シリル
- Marinade (2000年、Tzadik)
- Later (2000年、Victo) ※with フレッド・フリス
- The Marks Brothers (2000年、W.E.R.F.) ※with マーク・へリアス
- Sonomondo (2000年、Cryptogramophone) ※with フランシス＝マリー・ウィッティ
- Duologues (2001年、Victo) ※with デンマン・マロニー
- Reunion Live... at the Guelph Festival (2001年、Intrepid Ear) ※with ジェリー・ヘミングウェイ
- Aquifer (2002年、Cryptogramophone)
- Nine Songs Together (2003年、CIMP) ※with レイ・アンダーソン
- Tone Time (2003年、Wobbly Rail) ※with スージー・イバラ
- Time Changes (2005年、Cryptogramophone) ※with デンマン・マロニー
- Unveil (2005年、Clean Feed)
- Airwalkers (2006年、Clean Feed) ※with ラズウェル・ラッド
- House of Mirrors (2008年、Clean Feed) ※with エド・ハーキンス
- Duetto (2008年、CIMP) ※with ダイアン・モウサー
- Starmelodics (2009年、Nuscope) ※with カウフマン/アイゼンシュタット
- Live in Concert (2009年、Kadima Collective) ※with デンマン・マロニー
- Live at Lotus (2010年、Kadima Collective) ※with ヴィニー・ゴリア
- Soul to Soul (2010年、Intolerancia) ※with レミ・アルヴァレズ
- Guts (2010年、Kadima Collective)
- Synastry (2011年、Pi) ※with ジェン・シュー
- Nourishments (2013年、Clean Feed)
- Code Re(a)d (2014年、Hopscotch) ※with ジェリー・ヘミングウェイ
- Sedimental You (2016年、Clean Feed)
- Modicana (2017年、NoBusiness)
- Ain't Nothing But a Cyber Coup & You (2019年、Clean Feed)

### アーカード・ストリング・トリオ
- Arcado (1989年、JMT)
- 『ビハインド・ザ・ミス』 - Behind the Myth (1990年、JMT)
- 『フォー・スリー・ストリングス・アンド・オーケストラ』 - For Three Strings and Orchestra (1992年、JMT)
- Green Dolphy Suite (1995年、Enja) ※with トリオ・ド・クラリネット
- 『ライヴ・イン・ヨーロッパ』 - Live in Europe (1996年、Avant)
- Deep Resonance (2020年、Fundacja Słuchaj!) ※with イーボ・ペレルマン

### タンバスティックス
- Tambastics (1992年、Music & Arts)

### 参加アルバム
レイ・アンダーソン
- Harrisburg Half Life (1980年、Moers Music)
- 『イット・ジャスト・ソー・ハプンズ』 - It Just So Happens (1987年、Enja)
- 『ブルース・ブレッド・イン・ザ・ボーン』 - Blues Bred in the Bone (1988年、Enja)
- What Because (1990年、Gramavision)

ティム・バーン
- Sanctified Dreams (1987年、Columbia)
- 『フラクチュアード・フェアリー・テール』 - Tim Berne's Fractured Fairy Tales (1989年、JMT)
- 『ペイス・ユアセルフ』 - Pace Yourself (1991年、JMT)
- 『プレイ・ジュリアス・ヘンフィル』 - Diminutive Mysteries (Mostly Hemphill) (1993年、JMT)
- 『ナイス・ヴュー』 - Nice View (1994年、JMT)

ジェーン・アイラ・ブルーム
- 『ザ・レッド・クァルテッツ』 - The Red Quartets (1999年、Arabesque)
- Sometimes the Magic (2001年、Arabesque)
- Chasing Paint (2003年、Arabesque)
- Like Silver, Like Song (2005年、Arabesque)

ボビー・ブラッドフォード
- Lost in L.A. (1984年、Soul Note)
- Live in L.A. (2011年、Clean Feed)
- Live at the Open Gate (2016年、NoBusiness)

アンソニー・ブラクストン
- The Coventry Concert (1987年、West Wind)
- Five Compositions (Quartet) 1986 (1986年、Black Saint)
- If My Memory Serves Me Right (1987年、West Wind)
- Quartet (London) 1985 (1988年、Leo)
- Quartet (Birmingham) 1985 (1991年、Leo)
- Willisau (Quartet) 1991 (1992年、hat ART)
- Quartet (Coventry) 1985 (1993年、Leo)
- (Victoriaville) 1992 (1993年、Victo)
- Twelve Compositions (1994年、Music & Arts)
- Quartet (Santa Cruz) 1993 (1997年、hat ART)
- Quartet (New York) 1993 Set 1 (2011年、Braxton Bootleg)
- Quartet (New York) 1993 Set 2 (2011年、Braxton Bootleg)
- Quartet (London) 1991 04.02 Set 1 (2013年、Braxton Bootleg)
- Quartet (London) 1991 04.02 Set 2 (2013年、Braxton Bootleg)
- Quartet (London) 1991 04.03 Set 1 (2013年、Braxton Bootleg)
- Quartet (London) 1991 04.03 Set 2 (2013年、Braxton Bootleg)
- Quartet (Santa Cruz) 1993 1st Set (2015年、hatOLOGY)
- Quartet (Santa Cruz) 1993 2nd Set (2015年、hatOLOGY)
- Quartet (Willisau) 1991 Studio (2018年、hatOLOGY)

デイヴ・ダグラス
- Parallel Worlds (1993年、Soul Note)
- Five (1996年、Soul Note)
- 『サンクチュアリー』 - Sanctuary (1997年、Avant)

藤井郷子
- 『ルッキング・アウト・オブ・ザ・ウィンドウ』 - Looking Out of the Window (1997年、Ninety-One)
- Kitsune-bi (1999年、Tzadik)
- 『どんひゃら』 - Toward To West (2000年、Enja)
- Junction (2001年、EWE)
- 『ベル・ザ・キャット!』 - Bell the Cat! (2002年、Tokuma)
- Illusion Suite (2004年、Libra)
- Live in Japan 2004 (2005年、Natsat Music)
- When We Were There (2006年、PJL)
- Trace a River (2008年、Libra)

ジェリー・ヘミングウェイ
- Demon Chaser (1993年、hat ART)
- Down to the Wire (1993年、hat ART)
- The Marmalade King (1995年、hat ART)
- Slamadam (1995年、Random Acoustics)
- Perfect World (1996年、Random Acoustics)
- Johnny's Corner Song (1998年、Auricle)
- Chamber Works (1999年、Tzadik)
- Waltzes, Two-Steps & Other Matters of the Heart (1999年、GM)
- Devils Paradise (2003年、Clean Feed)

ボブ・オスタータグ
- Say No More (1993年、RecRec Music)
- Say No More in Person (1993年、Transit)
- Verbatim (1996年、Rastascan)
- Verbatim Flesh and Blood (1998年、Rastascan)

ジョン・ゾーン
- 『スパイVSスパイ -オーネット・コールマンの音楽-』 - Spy vs Spy: The Music of Ornette Coleman (1988年、Nonesuch)
- 『クリスタルナハト（水晶の夜）』 - Kristallnacht (1993年、99 Records)
- Bar Kokhba (1996年、Tzadik)
- Cobra (2002年、Tzadik)

その他
- ローリー・アンダーソン : 『ストレンジ・エンジェルス』 - Strange Angels (1989年、Warner Bros.)
- グレッグ・ベンディアン : Counterparts (1996年、CIMP)
- グレッグ・ベンディアン : Gregg Bendian's Interzone (1996年、Eremite)
- サルヴァトーレ・ボナフェデ : For the Time Being (2005年、CAM Jazz)
- ユージン・チャドボーン : 『ペイン・ペン』 - Pain Pen (2000年、Avant)
- アレックス・クライン : For People in Sorrow (2013年、Cryptogramophone)
- ネルス・クライン : The Inkling (2000年、Cryptogramophone)
- トム・コラ : It's a Brand New Day (2000年、Knitting Factory)
- マリリン・クリスペル : The Kitchen Concert (Leo, 1991年、)
- マリリン・クリスペル : Mark Dresser, Gerry Hemingway, Play Braxton (2012年、Tzadik)
- スタントン・デイヴィス : 『マンハッタン・メロディ』 - Manhattan Melody (1988年、Enja)
- ロバート・ディック : Jazz Standards On Mars (1997年、Enja)
- ポール・ドレッシャー & ネッド・ローゼンバーグ : Opposites Attract (1991年、New World/CounterCurrents)
- マーティー・アーリック : The Long View (2002年、Enja)
- アミール・エルサファー : Radif Suite (2010年、Pi)
- エラリー・エスケリン : Vanishing Point (2001年、hatOLOGY)
- デヴィッド・ガーランド : Togetherness: Control Songs Vol. 2 (1999年、Ergodic)
- オスバルド・ゴリホフ : Yiddishbbuk (2002年、EMI)
- オスバルド・ゴリホフ : Upshaw the Andalucian Dogs Ayre & Folk Songs (2005年、Deutsche Grammophon)
- セバスチャン・グラムス : Thinking Of (2014年、Wergo)
- バートン・グリーン : Peace Beyond Conflict (2002年、CIMP)
- フランソワ・ハウル : In the Vernacular (1998年、Songlines)
- ジェイソン・カオ・ファン : Unfolding Stone (1990年、Sound Aspects)
- スティーヴ・リーマン : Interface (2004年、Clean Feed)
- スチュアート・リービグ : Pomegranate (2001年、Cryptogramophone)
- フランク・ロンドン : The Debt (1997年、Tzadik)
- ラス・ロッシング : Metal Rat (2006年、Clean Feed)
- ジョー・ロヴァーノ : Flights of Fancy: Trio Fascination Edition Two (2001年、Blue Note)
- デンマン・マロニー : Fluxations (2003年、New World/CounterCurrents)
- ラズ・メシナイ : Cyborg Acoustics (2004年、Tzadik)
- 佐藤通弘 : 『RODAN』 - Rodan (1989年、hat ART)
- ティシージ・ムニョス : Auspicious Healing! (2000年、Anami Music)
- サイモン・ナバトフ : Projections (2015年、Clean Feed)
- サイモン・ナバトフ : Equal Poise (2016年、Leo)
- ジェイムス・ニュートン : Binu (1978年、Circle)
- ケヴィン・ノートン : Integrated Variables (1996年、CIMP)
- ケヴィン・ノートン : Change Dance Troubled Energy (2001年、Barking Hoop)
- イーボ・ペレルマン : Suite for Helen F. (2003年、Boxholder)
- ホット・パストラミ : With a Little Horseradish On the Side (1993年、Global Village Music)
- ハンク・ロバーツ : 『ブラック・パステル』 - Black Pastels (1988年、JMT)
- ハーブ・ロバートソン : Elaboration (2005年、Clean Feed)
- ハーブ・ロバートソン : Real Aberration (2007年、Clean Feed)
- ミック・ロッシ : One Block from Planet Earth (2004年、OmniTone)
- ネッド・ローゼンバーグ : Power Lines (1995年、New World)
- バーナデット・スピーチ : Reflections (2002年、Mode)
- イェール・ストローム : Klezmer: Cafe Jew Zoo (2002年、Naxos)
- リチャード・ タイテルバウム : Blends (2002年、New Albion)
- ティツィアーノ・トノニ : Strange Mathematics (2008年、Splasc(H))
- エリック・ワトソン : Silent Hearts (1999年、Free Flight)
- エリック・ワトソン : Full Metal Quartet (2000年、OWL)
- マティアス・ジーグラー : Marsyas' Song (1992年、Percords)